# Phryganopteryx intermedia
Phryganopteryx intermedia là một loài bướm đêm thuộc phân họ Arctiinae, họ Erebidae.